# Heinrich Krumm
Heinrich Krumm (* 7. Dezember 1896 in Offenbach am Main; † 3. März 1957 in Eisenach) war ein deutscher Lederwarenfabrikant in Offenbach. Unter seiner Führung entwickelte sich die Firma Goldpfeil zu einer Weltmarke.

## Leben

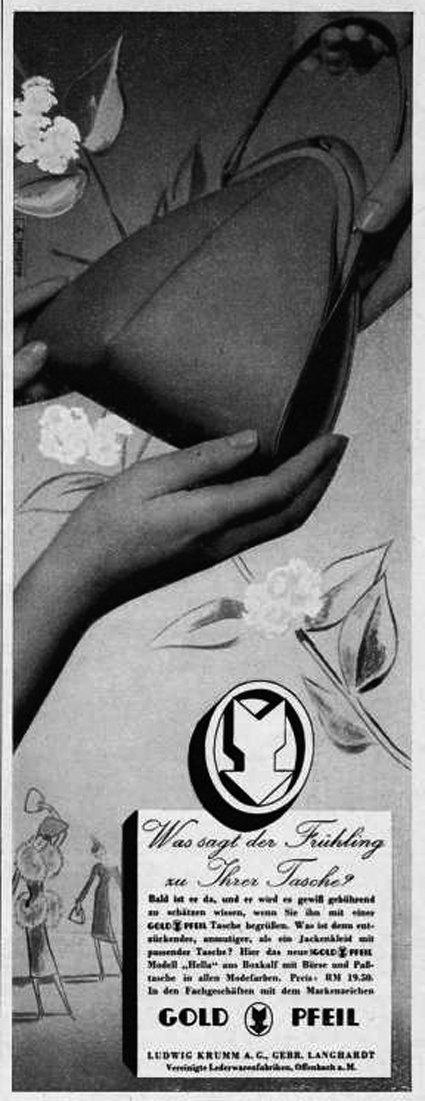
Krumms Werk: Lederware als Marke. Goldpfeil-Werbung von 1938

Krumms Vater war Anton Krumm, Mitgesellschafter der Offenbacher Lederwarenfabrik Ludwig Krumm und Enkel des Firmengründers Ludwig Krumm.
Krumm besuchte das Schweizer Handelsschulinternat Château du Rosey. Nach einer handwerklichen Ausbildung im Familienunternehmen folgten kaufmännische Volontärjahre in London. 1914 kehrte er nach Deutschland zurück und nahm als Offizier am Ersten Weltkrieg teil.
Nach seinem Eintritt in die Lederwarenfabrik setzte er sich als junger Partner neben dem einer patriarchalischer Geschäftsleitung zugeneigten Onkel Moritz Krumm durch. Heinrich Krumm erweiterte dabei das Geschäftsfeld auf die Vereinigten Staaten. 1924 wurde das Familienunternehmen in eine Aktiengesellschaft umgewandelt, in deren Vorstand Krumm eintrat.
Mitte der zwanziger Jahre bewirkte Krumm die Abkehr von der konventionellen Linie der Offenbacher Lederware hin zu einer Umstellung auf modische Erzeugnisse. Eine Neuerung in der deutschen Lederwarenindustrie war die Heranziehung künstlerischer Kräfte für die Modellgestaltung, die durch Hugo Eberhardt an die neugeschaffene Fachklasse und Modellwerkstätte der Offenbacher Kunstgewerbe-Schule berufen worden waren. So wurde Leo Schumacher, Professor an der Offenbacher Kunstgewerbe-Schule, für die gesamte Gold-Pfeil-Produktion verantwortlicher Künstler und Vorstandsmitglied des Unternehmens. Dieser modischen Individualisierung folgend machte Krumm auch ein Ende mit der Anonymität, in der Offenbachs Lederwarenindustrie bis dahin gearbeitet hatte und führte 1931 die Marke Gold-Pfeil ein. Durch die Maßnahmen Krumms wurde die Firma zu einer Weltmarke für Lederwaren. Die erfolgreichen Neuerungen Krumms fanden rasch Nachahmung. Die Einführung von Warenmarken in der deutschen Lederwarenindustrie hatte eine deutliche Qualitätsverbesserung zur Folge.
Krumm war seit 1923 im Vorstand der Lederwarenvereinigung, seit 1935 Leiter der Fachabteilung Täschnerwaren, seit 1941 Leiter der Fachgruppe Lederwaren- und Kofferindustrie und seit 1944 Leiter der Wirtschaftsgruppe Lederindustrie. Als erster führte er in der Lederwarenindustrie die REFA-Fertigung ein.
Auf einer Fahrt zur Leipziger Messe verunglückte er tödlich. Er ist auf dem Alten Friedhof Offenbach begraben.